# Eiphosoma colludum
Eiphosoma colludum là một loài tò vò trong họ Ichneumonidae.